# Адміністративний устрій Солонянського району
Адміністративний устрій Солонянського району — адміністративно-територіальний поділ Солонянського району Дніпропетровської області на 2 селищні ради та 18 сільських рад, які об'єднують 106 населених пунктів та підпорядковані Солонянській районній раді. Адміністративний центр — смт Солоне.

## Список радСолонянського району
| №  | Назва                              | Центр                   | Населені пункти | Площа км² | Місце за площею | Населення (2001), чол. | Місце за населенням |
| -- | ---------------------------------- | ----------------------- | --- | --------- | --------------- | ---------------------- | ------------------- |
| 1  | Новопокровська селищна рада        | смт Новопокровка        | смт Новопокровка с. Дружелюбівка с. Котлярівка с. Малинове                                                                              |           |                 |                        |                     |
| 2  | Солонянська селищна рада           | смт Солоне              | смт Солоне с. Аполлонівка с. Гончарка с. Дніпровське с-ще Надіївка с. Сергіївка                                                         |           |                 |                        |                     |
| 3  | Башмачанська сільська рада         | c. Башмачка             | c. Башмачка с. Панькове с. Кам'яно-Зубилівка с. Любимівка с. Любов с. Перше Травня с. Широкополе                                        |           |                 |                        |                     |
| 4  | Березнуватівська сільська рада     | c. Березнуватівка       | c. Березнуватівка с. Грушівка с. Костянтинівка с. Межове                                                                                |           |                 |                        |                     |
| 5  | Василівська сільська рада          | c. Василівка            | c. Василівка с. Антонівка с. Дороганівка с. Кам'яне с. Новоселівка с. Червонокам'яне                                                    |           |                 |                        |                     |
| 6  | Військова сільська рада            | c. Військове            | c. Військове с. Вовніги с. Гроза с. Калинівка с. Петро-Свистунове                                                                       |           |                 |                        |                     |
| 7  | Святовасилівська сільська рада     | c-ще Святовасилівка     | c-ще Святовасилівка с. Орлове с. Рясне с. Чорнопарівка с. Шульгівка                                                                     |           |                 |                        |                     |
| 8  | Іверська сільська рада             | c. Іверське             | c. Іверське с. Кашкарівка с. Мала Калинівка с. Миколо-Мусіївка с. Миропіль с. Олександрівка с. Осипенко с. Розтання с. Ганно-Мусіївка   |           |                 |                        |                     |
| 9  | Малозахаринська сільська рада      | c. Малозахарине         | c. Малозахарине с. Сонячне |           |                 |                        |                     |
| 10 | Микільська сільська рада           | c. Микільське-на-Дніпрі | c. Микільське-на-Дніпрі с. Звонецьке с. Звонецький Хутір с. Олексіївка с. Оріхове                                                       |           |                 |                        |                     |
| 11 | Мопрівська сільська рада           | c. Багате               | c. Багате с. Водяне с. Григорівка с. Суданівка с. Товариський Труд с. Тракторне                                                         |           |                 |                        |                     |
| 12 | Наталівська сільська рада          | c. Наталівка            | c. Наталівка с. Барвінок с. Незабудине с. Хижине                                                                                        |           |                 |                        |                     |
| 13 | Новомар'ївська сільська рада       | c. Новомар'ївка         | c. Новомар'ївка с-ще Незабудине с. Томаківка с. Чернігівка                                                                              |           |                 |                        |                     |
| 14 | Олександропільська сільська рада   | c. Олександропіль       | c. Олександропіль с. Бутовичівка с. Вільне с. Гаркушине с. Долинське с. Кринички с. Михайлівка с. Новоандріївка с. Петриківка с-ще Тихе |           |                 |                        |                     |
| 15 | Павлівська сільська рада           | c. Павлівка             | c. Павлівка с. Квітуче с. Мирне с. Пропашне                                                                                             |           |                 |                        |                     |
| 16 | Письмечівська сільська рада        | c. Письмечеве           | c. Письмечеве с. Безбородькове с. Круте с. Пшеничне с. Стародніпровське                                                                 |           |                 |                        |                     |
| 17 | Привільненська сільська рада       | c. Привільне            | c. Привільне с. Малинівка с. Микільське с. Новотернуватка с. Петрівське с. Трудолюбівка с. Маяк с. Гайдамацьке                          |           |                 |                        |                     |
| 18 | Промінська сільська рада           | c. Промінь              | c. Промінь с. Голубинівка с. Дальнє с. Карайкове с. Матросове с. Якимівка                                                               |           |                 |                        |                     |
| 19 | Сурсько-Михайлівська сільська рада | c. Сурсько-Михайлівка   | c. Сурсько-Михайлівка с. Богданівка с. Новотарасівка                                                                                    |           |                 |                        |                     |
| 20 | Широчанська сільська рада          | c. Широке               | c. Широке с. Вишневе с. Тритузне с. Шестипілля                                                                                          |           |                 |                        |                     |